# Ribbed: Live in a Dive
Ribbed: Live in a Dive es el tercer álbum en directo de la banda de punk californiana NOFX siendo lanzado el 3 de agosto de 2018 a través de Fat Wreck Chords, el álbum es una presentación en vivo de sus canciones del álbum Ribbed (1991). El álbum fue grabado en 2012 a partir de su concierto en el Mayan Theatre de Los Ángeles.

## Lista de canciones
1. "Green Corn" - 2:41
2. "The Moron Brothers" - 2:50
3. "Showerdays" - 2:38
4. "Food, Sex & Ewe" - 2:48
5. "Just the Flu" - 2:10
6. "El Lay" - 2:10
7. "New Boobs" - 4:16
8. "Cheese/Where's My Slice?" - 2:16
9. "Together on the Sand" - 1:33
10. "Nowhere" - 1:33
11. "Brain Constipation" - 2:42
12. "Gonoherpasyphilaids" - 2:21
13. "I Don't Want You Around" - 2:59
14. "The Malachi Crunch" - 3:49

## Personal
- Fat Mike – voz, bajo
- Eric Melvin – guitarra, coros
- El Hefe – guitarra, trompeta, coros
- Erik Sandin – batería